# Maison forte de Labastide-Floyras
La maison forte de Labastide-Floyras est un monument historique situé au lieu-dit Labastidette-Haute ou la Bastide Floyras, sur le territoire de la commune de Pontcirq dans le Lot (Région Occitanie).

## Historique
L'édifice a été inscrit au titre des monuments historiques le 18 février 1993,.